# كهنوج (أسفيتش)
کهنوج (بالفارسية: کهنوج) هي قرية تقع في إيران في قسم أسفیتش الريفي. يقدر عدد سكانها بـ 125 نسمة .